# 接待
接待（せったい）とは
- （本来の意味）客をもてなすこと。
  - （日本の企業において）取引先などを飲食店などでもてなすこと。
  - （日本の風俗営業において）歓楽的雰囲気を醸し出す方法で客をもてなすこと。
- 茶や食事などをふるまうこと。
  - （仏教用語）布施の一種で、道の脇に湯茶を用意して行き交う人にふるまうこと。

## 企業における接待
民間企業の経営や、業務上必要な契約獲得のために、相手先企業の担当者や、許認可の権限を握る公務員に対し、接待という手段を用いる企業もある。実態としては、業務時間外にゴルフ場などに同行するほか、飲食やサービスなどを提供して相手側の歓心を買う。
手法については「3せる」「5せる」（「飲ませる、食わせる、いばらせる」が「3せる」、これに「抱かせる、握らせる」が入って「5せる」といった隠語もある。「5せる」については「飲ませる、食わせる、泊まらせる、にぎらせる、いばらせる」とする資料もある。
接待にかかる費用は接待費という。税務上は全額が損金とならない。「クライアントとの打ち合わせ」という建前であるが、従業員がその飲食遊興などを企業の負担で行うことになる。従業員の遊興、または取引先に対する賄賂の代替という側面も持つ。なお、業務の打ち合わせに伴う軽微なもの（来客に茶菓を出すなど）は一般に会議費として処理され、接待費とは区別される。

### 提供する側・受ける側
- 民間人同士の接待自体は、法律で禁止されてはいない。取引先の企業の役員や担当者に接待を提供するかしないか、接待を受けるか受けないかは、個々の企業の就業規則や服務規程・倫理規定、または個々の経営者や職員の考え方や倫理観による。接待の経済効果については不明である。
  - ただし、接待に絡んで組織に損害を与えることがあれば、背任罪に問われることもある。
  - 実際には多くの民間企業で、商慣習や一般的な社会常識の範囲を超える過度な接待を社員に禁じている。
- 企業の労務担当が、労働組合幹部を接待することもある。
- 利益相反行為に陥りやすい医薬情報担当者による医師への接待は、日本製薬工業協会の申し合わせにより禁止（自主規制）された。

### 接待の禁止
多くの国では、政府関係者または公務員が接待を受けることは、汚職として禁止または規制されている。日本の場合は賄賂罪と共に、国家公務員倫理規程第三条一項で禁止されている行為が、同条二項で公務員が受けることができる行為が定められている。
- 国家公務員倫理法が制定される以前には、民間企業が監督官庁の国家公務員や地方公務員を接待することがあったが、国家公務員倫理法が制定され、接待は違法化された。
- 国家公務員倫理法が制定される以前も以後も、民間企業が国家公務員や地方公務員に対して、儀礼的範囲を超える接待を提供し、公務員が接待を授受し、公務員が民間企業に対して職務権限に関する利益や便宜を提供した場合は、賄賂罪として訴追され処罰された。
- 地方公務員の場合は接待を受けることは法律で禁止されてはいないが、服務規程で禁止されている。国家公務員も法律だけでなく服務規程でも禁止されている。
- 公務員同士の間でも接待が行われ「官官接待」と呼ばれた[3]。たとえば、大蔵省の役人に予算面で便宜を図ってもらうため、上級官庁の役人に補助金を付けてもらうため、監査を穏便に終わらせてほしいため、などの理由で接待が行われることがあった。現在では法律で禁止されている。

### 問題となった接待の例
- KDD事件
- 大蔵省接待汚職事件 - 官僚の接待にノーパンしゃぶしゃぶ店が用いられ社会問題化。この事件を契機に国家公務員倫理法が制定された。
- 東北新社役職員による総務省幹部接待問題

## 風俗営業法の定義
風俗営業等の規制及び業務の適正化等に関する法律では、風俗営業における接待について「歓楽的雰囲気を醸し出す方法により客をもてなすこと」と定義している。
警察庁の解釈基準では、以下のようになっている。
談笑・お酌等
特定少数の客の近くにはべり、継続して、談笑の相手となったり、酒等の飲食物を提供したりする行為。
例外として「お酌をしたり水割りを作るが速やかにその場を立ち去る行為」「客の後方で待機し、又はカウンター内で単に客の注文に応じて酒類等を提供するだけの行為及びこれらに付随して社交儀礼上の挨拶を交わしたり、若干の世間話をしたりする程度の行為」は接待にあたらない。
踊り等
特定少数の客に対して、専らその客の用に供している客室又は客室内の区画された場所において、歌舞音曲、ダンス、ショウ等を見せ、又は聞かせる行為。
例外として「ホテルのディナーショウのように不特定多数の客に対し、同時に、踊り、ダンス、ショウ等を見せ、又は歌若しくは楽器の演奏を聞かせる行為」は、接待には当たらない。
歌唱等
特定少数の客の近くにはべり、その客に対し歌うことを勧奨し、若しくはその客の歌に手拍子をとり、拍手をし、若しくはほめはやす行為又は客と一緒に歌う行為。
例外として「客の近くに位置せず、不特定の客に対し歌うことを勧奨し、又は不特定の客の歌に対し拍手をし、若しくはほめはやす行為」「不特定の客からカラオケの準備の依頼を受ける行為又は歌の伴奏のため楽器を演奏する行為」等は、接待には当たらない。
遊戯等
客とともに、遊戯、ゲーム、競技等を行う行為。
例外として「客一人で又は客同士で、遊戯、ゲーム、競技等を行わせる行為」は、直ちに接待に当たるとはいえない。
その他
客と身体を密着させたり、手を握る等客の身体に接触する行為。
例外として「社交儀礼上の握手、酔客の介抱のため必要な限度で接触する等の行為」は、接待に当たらない。
客の口許まで飲食物を差出し、客に飲食させる行為。
例外として「単に飲食物を運搬し、又は食器を片付ける行為、客の荷物、コート等を預かる行為」等は、接待に当たらない。
1971年（昭和46年）3月10日の大阪高等裁判所判決では、風俗営業法の「接待」について「客に遊興をさせる営業の場合はもちろん、飲食のみをさせる営業の場合であっても、客の慰安歓楽を求める気持を迎えて、その気持に沿うべく、積極的にその座の空気をひき立てて、歓楽的な雰囲気をかもし出すような言動により、これをもてなす行為を指称しているものと解するのが相当」としている。

## 呼称の変遷
- 1960年代頃までは「接待」ではなく「招待」と表現することがあり、たとえば「接待ゴルフ」の例では「招待ゴルフ」と表現された[5]。